# 蘇普拉希爾

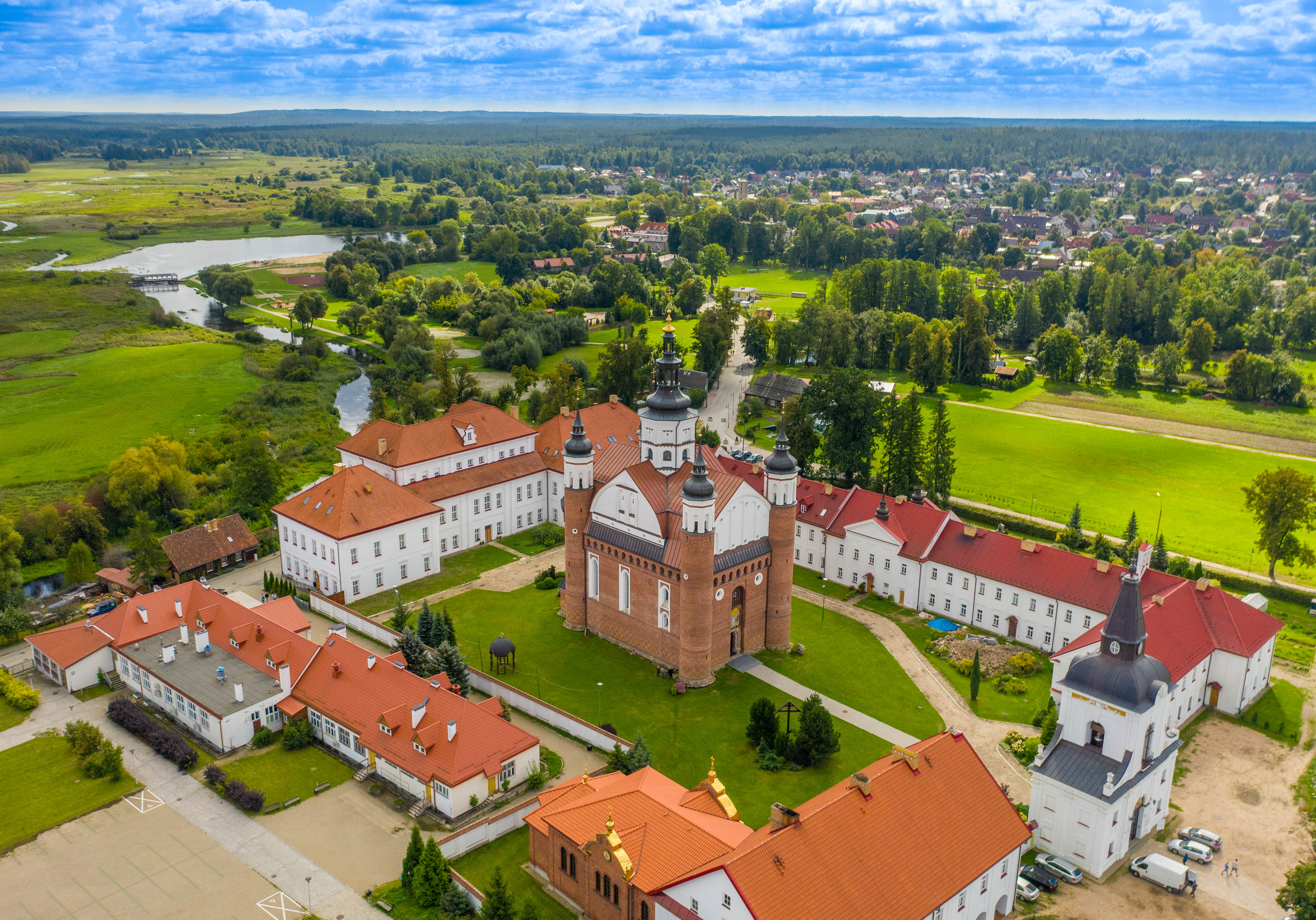

蘇普拉希爾（波蘭語：Supraśl）是波蘭的城鎮，位於該國東北部波德拉謝省，蘇普拉希爾河畔，距離首府比亞韋斯托克15公里。面積5.67平方公里，2024年人口4,332。

## 外部連結
- Official town webpage （页面存档备份，存于）